# Museo de la Lucha Obrera
El Museo de la Lucha Obrera  (antigua Cárcel de Cananea) es un recinto museográfico que se encuentra en Cananea, municipio de Sonora, México. En él se alberga la historia del movimiento obrero de 1906 por el cual la Heroica Ciudad de Cananea es considerada Cuna de la Revolución mexicana.
El edificio que aloja al museo fue originalmente la cárcel de Cananea, inaugurada en 1903. En 1979 el edificio concluye su historia como centro de readaptación social y es declarado como Monumento Histórico Nacional en junio de 1980. El edificio fue restaurado y reinaugurado en 1981 como el Museo de la Lucha Obrera

## Historia
La historia del gran edificio fue controvertida, pues desde su planeamiento se cuestionó su construcción[cita requerida]. La decisión de dicha construcción se tomó ya que el lugar donde se recluía a los presos era inhóspito y se situaba donde en la actualidad está el H. Cuerpo de Bomberos, esta situación exigía un lugar más grande ya que la “carcelita” por sus malas condiciones físicas no ofrecía ninguna seguridad, tenía fugas constantes, motines de presos y otras calamidades; fue así que consignando por escrito el Dr. Filiberto Barroso. Primer regidor, declaró: “hay una población de 68 personas en una área de cinco metros cuadrados...” Esto sumado a lo que decía The Cananea Herald, periódico de la localidad, fue el detonante para que se tomara en cuenta la construcción del nuevo centro de rehabilitación.

Periódico
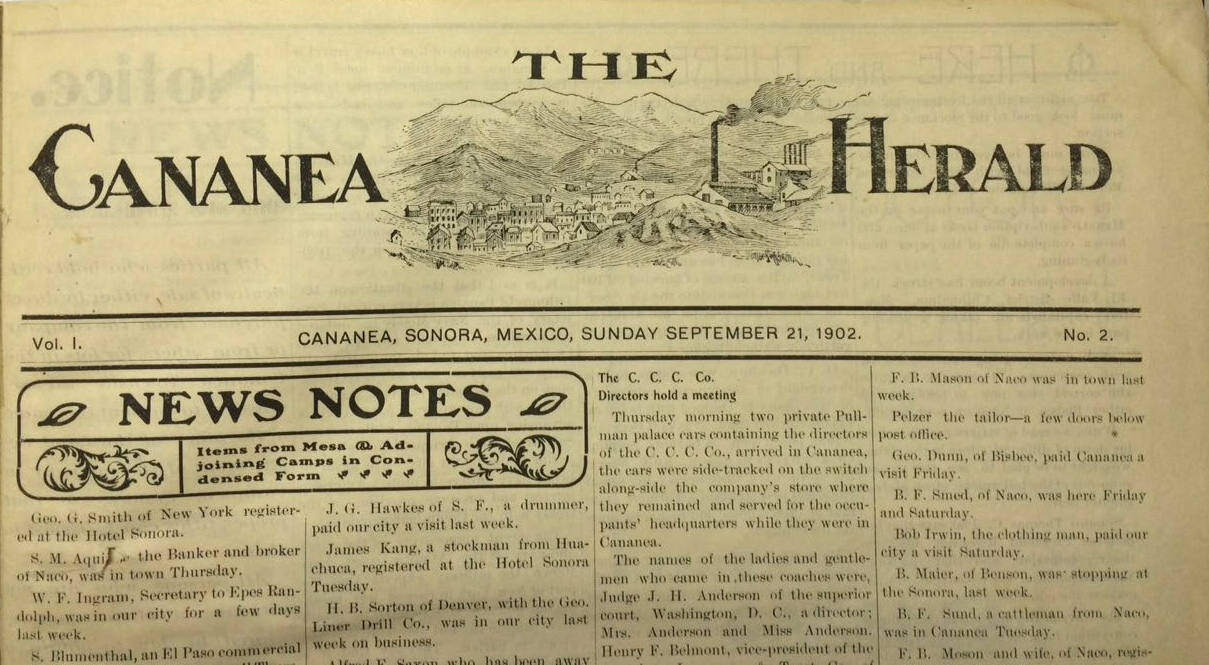
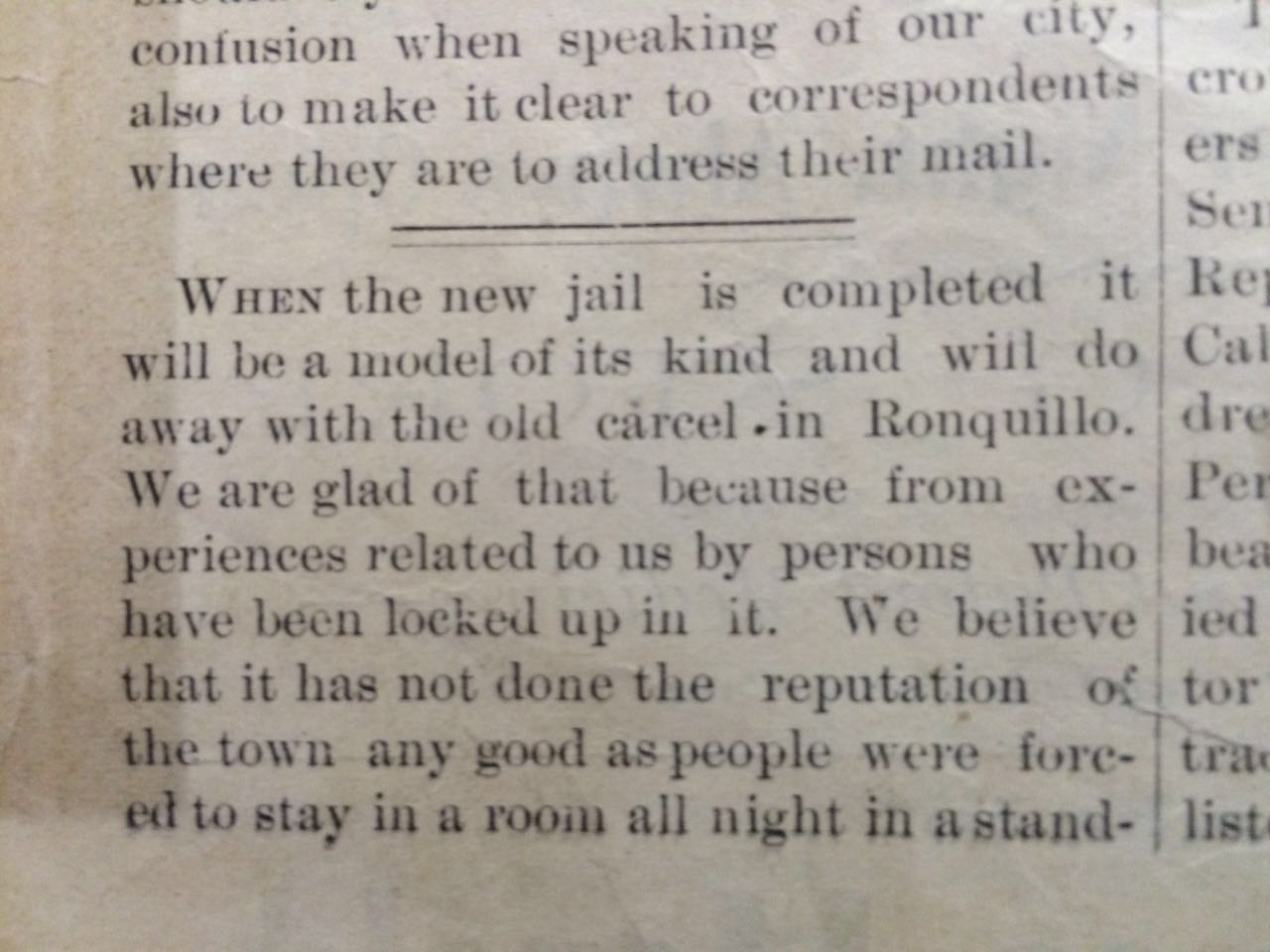
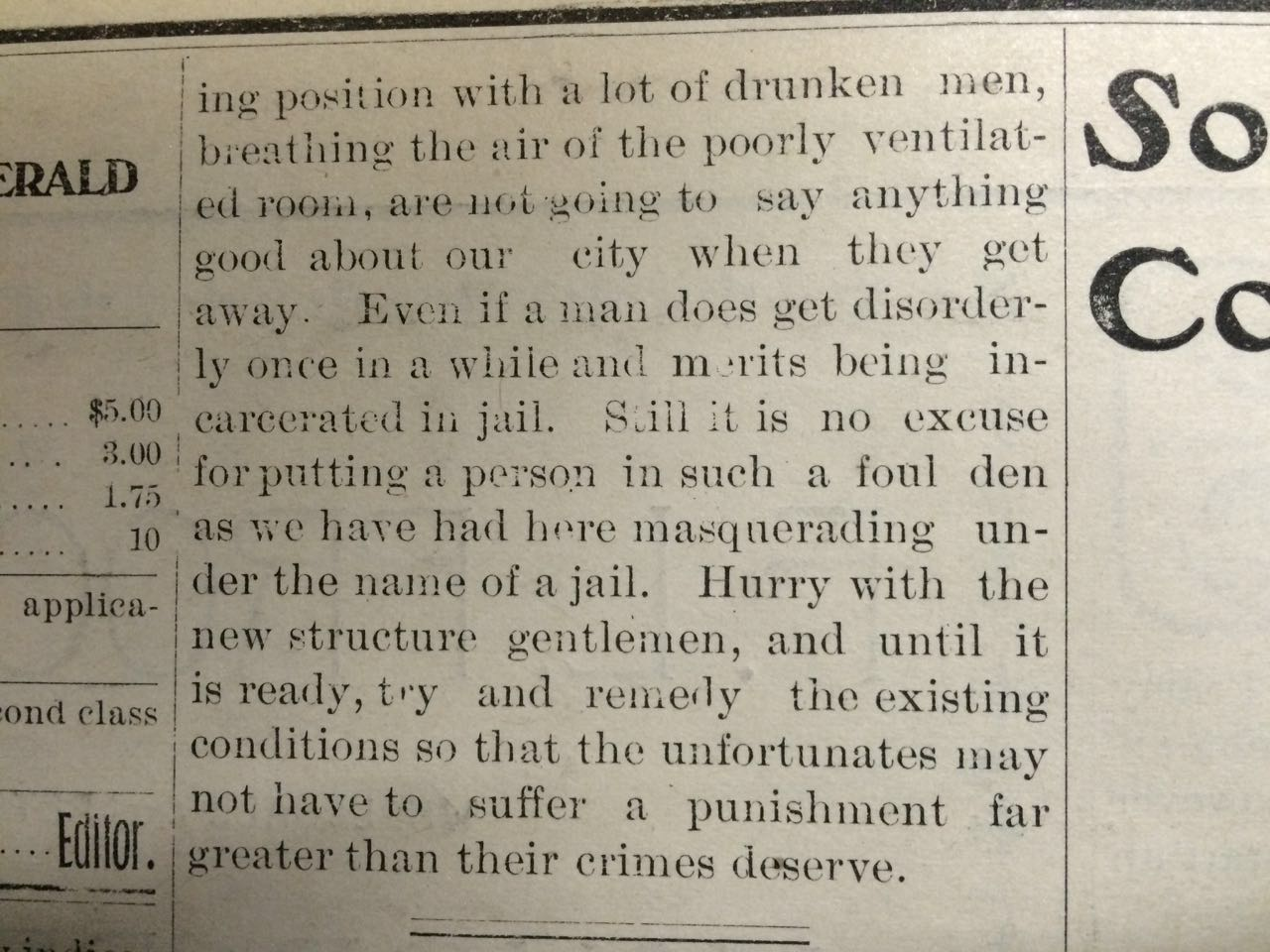

La traducción de las fotos anteriores es la siguiente.  

Cuando la nueva cárcel esté concluida, será un modelo en su género y va acabar con la “carcelita” del Ronquillo. Estamos contentos con esa noticia porque las experiencias relacionadas con personas que han sido encerradas en ella, no han sido justas. Creemos que la reputación de algunas buenas personas que fueron recluidas allí ha sido afectada ya que estuvieron en esa habitación toda la noche en una posición de pie con un montón de hombres borrachos, respirando el aire de es lugar mal ventilado. Es una pena pues no van a decir nada bueno acerca nuestro pueblo cuando se vayan a su ciudad. Aunque un hombre pierda el control de vez en cuando sus principios quedarán anulados al ser recluido dentro de una cárcel. No es excusa encerrar a una persona por un delito menor, pues no deben sufrir un castigo más grande que su falta.

## Exposiciones y visitantes
En los meses vacacionales el Museo recibe aproximadamente hasta 700 visitantes por mes. En la temporada no vacacional acoge alrededor de 400 visitantes por mes[cita requerida].
El Museo cuenta con 12 Salas que brindan información sobre el movimiento obrero y temas relacionados con la comunidad. Contando con una fabulosa escalera que parece corroborar el paso del tiempo y su gente. En la recepción se muestra  escrito en madera el legendario corrido de "La Cárcel de cananea"  con sus catorce estrofas, de las cuales generalmente se cantan 6. Francisco Romero Sortillón o Guillermo Romero Sortillón, son la misma persona,  apodado, "el Cucharón Romero"  Se dice que el famoso corrido  es de autor anónimo, pero cuenta la historia que lo escribió  “el cucharón Romero” legendario preso de esta cárcel. El Patio se utiliza para eventos culturales, presentaciones de libros, charlas, etc. en él se encuentra un busto en honor a Esteban Baca Calderón, precursor de la Revolución Mexicana en Cananea y una placa en honor a Jacinto López Moreno luchador social que propició la expropiación  del latifundista William C. Greene. 